# Manu Intiraymi

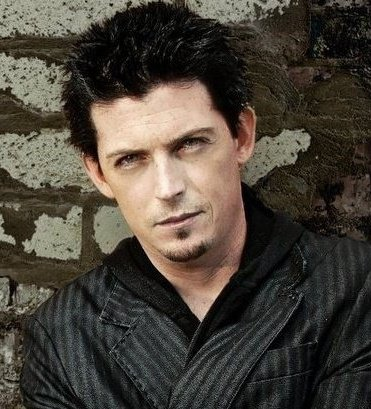
Manu Intiraymi

Manu Intiraymi (* 22. April 1978 in Santa Cruz, Kalifornien) ist ein US-amerikanischer Film- und Theaterschauspieler.
Sein Vorname stammt aus der Hawaiischen Sprache, sein Familienname aus dem Quechua und bedeutet „Sonnenwendfest“.
Bereits im Alter von fünf Jahren stand Intiraymi in der Grundschule und später an der Highschool auf der Theaterbühne. Anschließend besuchte er das Howard Fine-Studio um dort die Schauspielerei zu erlernen.
Manu Intiraymi gab 1997 sein Debüt als Gastdarsteller in der Fernsehserie Pacific Blue – Die Strandpolizei. Weitere TV-Auftritte folgten, wie zum Beispiel in JAG – Im Auftrag der Ehre, King of Queens oder Sabrina – Total Verhext!.
Seine bislang berühmteste Fernsehrolle war die des Borg Icheb in der Science-Fiction-Serie Star Trek: Raumschiff Voyager, ein Charakter, den Intiraymi in elf Episoden verkörperte. Für die Ausstrahlung im deutschen Fernsehen wurde er dabei von Sebastian Schulz synchronisiert. 2015 war Intiraymi wieder in der Rolle von Icheb in dem Film Star Trek: Renegades zu sehen.
Neben seiner Arbeit in Filmen und Fernsehserien, steht er auch immer wieder auf der Bühne, so in Stücken wie Warten auf Godot, Marvins Raum und Der Zauberer von Oz.

## Filmografie (Auswahl)
- 1997: Pacific Blue – Die Strandpolizei (Pacific Blue, Fernsehserie, Episodenrolle)
- 1998: JAG – Im Auftrag der Ehre (JAG, Fernsehserie, Episodenrolle)
- 1998: Smart Guy (Fernsehserie, Episodenrolle)
- 1999: Go! Das Leben beginnt erst um 3.00 Uhr morgens (Go)
- 1999: King of Queens (The King of Queens, Fernsehserie, Episodenrolle)
- 1999: Sabrina – Total Verhext! (Sabrina, the Teenage Witch, Fernsehserie, Episodenrolle)
- 2000: Hoffnungslos verliebt (Whatever It Takes)
- 2000–2001: Star Trek: Raumschiff Voyager (Star Trek: Voyager, Fernsehserie, 11 Folgen)
- 2001: 24 (Fernsehserie, Episodenrolle)
- 2001: Eyeball Eddie (Kurzfilm)
- 2002: Nix wie raus aus Orange County (Orange County)
- 2002: Las Vegas (Fernsehserie, 1 Folge)
- 2011: J. Edgar
- 2012: One Tree Hill (Fernsehserie, 6 Folgen)
- 2013: Abstraction
- 2015–2017: Renegades – The Series (2 Folgen, Webserien-Pilotfilm, Episodenrolle)
- 2017: Die Hochzeit meiner Ex (Literally, Right Before Aaron)
- 2018: 5th Passenger
- 2019: The Circuit
- 2020: Killers Anonymous – Traue niemandem (Anonymous Killers)
- 2023: Ruthless